# 속곶
속곶은 조선 시대 여성들이 한복 치마 밑에 입는 아래속옷을 두루 이르는 말이다.
다리속곶, 속속곶, 속바지, 단속곶이 있다. 그러나 개화기 이후 여성의 지위가 향상되면서 모두 사라지고 속바지만 남게 되었다.